# Siła bezwładności
Siła bezwładności (siła inercji, siła pozorna) – siła pojawiająca się w nieinercjalnym układzie odniesienia, będąca wynikiem przyspieszenia tego układu. Siła bezwładności nie jest oddziaływaniem z innymi ciałami, jak to ma miejsce przykładowo w sile klasycznie rozumianej grawitacji.
Jeżeli zjawisko, w którym pojawiła się siła bezwładności, opisywane jest w inercjalnym układzie odniesienia, wówczas siła bezwładności nie występuje, zachowanie się ciał w takim układzie można wyjaśnić działaniem innych sił.
Siła bezwładności działająca na ciało o masie m znajdujące się w nieinercjalnym układzie poruszającym się z przyspieszeniem a wyrażona jest wzorem:
{\displaystyle {\vec {F_{b}}}=-(m\cdot {\vec {a}})}
W powyższym wzorze minus oznacza, że zwrot siły bezwładności jest przeciwny do zwrotu przyspieszenia układu.

## Siły bezwładności
W układzie odniesienia poruszającym się z przyspieszeniem liniowym oraz obracającym się ze środkiem obrotu w początku układu współrzędnych obrót może odbywać się ze zmienną prędkością kątową, siła bezwładności działająca na poruszający się punkt materialny określona jest wyrażeniem:
{\displaystyle \mathbf {F} _{\mathrm {fict} }=-m{\boldsymbol {a}}_{\mathrm {tr} }-2m{\boldsymbol {\omega }}\times \mathbf {v} _{\mathrm {B} }-m{\boldsymbol {\omega }}\times ({\boldsymbol {\omega }}\times \mathbf {x} _{\mathrm {B} })-m{\frac {d{\boldsymbol {\omega }}}{dt}}\times \mathbf {x} _{\mathrm {B} }.}
Kolejne składniki to:
- siła wynikająca przyspieszenia liniowego układu odniesienia (translacyjna),
- siła Coriolisa, wynikająca z ruchu ciała w obracającym się układzie odniesienia,
- siła odśrodkowa, wynikająca z obrotu układu odniesienia,
- transwersalna siła bezwładności, wynikająca z przyspieszenia kątowego układu odniesienia.

Gdzie:
Wielkości określające ruch układu odniesienia względem dowolnego inercjalnego układu odniesienia:
- {\displaystyle {\boldsymbol {a}}_{\mathrm {tr} }} – przyspieszenie liniowe,
- {\displaystyle {\boldsymbol {\omega }}} – prędkość kątowa,
- {\displaystyle {\frac {d{\boldsymbol {\omega }}}{dt}}} – przyspieszenie kątowe,

Wielkości określające ruch ciała względem nieinercjalnego układu odniesienia:
- m – masa ciała,
- {\displaystyle \mathbf {v} _{\mathrm {B} }} – prędkość ciała tego względem układu odniesienia,
- {\displaystyle \mathbf {x} _{\mathrm {B} }} – położenie ciała w tym układzie odniesienia (środka obrotu),

## Cel wprowadzania siły bezwładności
Zasady dynamiki Newtona obowiązują dla układów inercjalnych (stacjonarnych). Możliwa jest jednak transformacja tych równań do układów nieinercjalnych (niestacjonarnych). W wyniku otrzymujemy równania analogiczne do równań Newtona, przy czym transformacja powoduje powstanie dodatkowych wyrazów (o wymiarze siły). Właśnie te dodatkowe wyrazy nazywa się siłami bezwładności, nie są to jednak siły fizyczne, a tylko matematyczne artefakty zmiany układu współrzędnych.
W szczególności postępowanie takie da się przeprowadzić dla układów, których ruch jest złożeniem ruchu obrotowego oraz liniowo przyspieszonego (pod pewnymi warunkami na zależność przyspieszenia od czasu, np. różniczkowalność). Wszelkie ruchy, które mogą być uważane za złożenie takich ruchów prostych, dopuszczają zatem opis za pomocą równań Newtona uzupełnionych o siły bezwładności.